# Doctor (Ki vagy, doki?)
Doktor a Ki vagy, doki? című, 1963 óta futó BBC sorozat, az 1996-os Doctor Who tévéfilm és számos spin-off könyv, audiójáték, és képregény főszereplőjének neve.
A Doktor egy földönkívüli, egyike az Idő Lordoknak (Time Lord), akik a Gallifrey bolygón éltek, amíg az Időháború következményeként – a Doktor és a Mester kivételével  – el nem tűntek az univerzumból. Az Idő Lordok és bolygójuk eltűnését a Doktor okozta, hogy véget vessen az Időháborúnak és megmentse népét.
Eddig tizenhárom színész játszotta a Doktort, mivel a karakter képes halálos sérülés esetén új testet ölteni, ami személyiségváltozással is jár. Ezt a folyamatot a Doktor regenerálódásának nevezzük. Az eredeti koncepció szerint egy Idő Lord tizenkétszer képes megváltoztatni alakját, ám az újraindítás után Russell T. Davis úgy gondolta, ez a szám túl alacsony, és mivel akkor már a 11. Doktornál jártak, a regeneráció számát 507-re változtatta. Később ezt Steven Moffat nem vette figyelembe, és visszatért a tizenkét regenerálódás koncepciójához, a problémát pedig úgy oldotta meg, hogy a Doktor az Idő Lordoktól jutalmul kapott egy újabb, szintén tizenkét regenerációból álló ciklust. Jelenleg a Doktor szerepét Ncuti Gatwa játssza, aki a 2023. december 9-ei Doctor Who különkiadásban, a The Giggle című epizódban vette át a szerepet David Tennanttől.
A Doktor a TARDIS-szal utazgat térben és időben, legtöbbször egy útitárssal. Mindig akkor érkezik meg, amikor éppen valamilyen kisebb vagy nagyobb vészhelyzet van, így menthet meg életeket, gyakran egész civilizációkat. Legjobban a Földet és lakóit, az embereket szereti, állítása szerint azért, mert ők az egyetlen rejtélye az univerzumnak, amit érdemes megfejteni.

## Regenerálódás
Az első Doktort alakító színész, William Hartnell rossz egészségi állapota miatt 1966-ban kiszállt a sorozatból, ezért az alkotóknak megoldást kellett találniuk arra, hogy a Doktort más színész játszhassa, hiszen még nem tervezték befejezni a sorozatot. Ezért kitalálták a regenerálódás koncepcióját. Eszerint az Idő Lordok, amikor halálos sérülést szenvednek, halálos betegséget kapnak vagy megöregszenek, képesek újrarendezni a sejtjeiket, ezáltal új testet létrehozni. A regenerálódás a Doktor személyiségére is kihat, ezáltal lehetővé téve, hogy az összes színész kicsit a saját képére formálhassa a karaktert. A regenerálódás eddig szinte mindig a TARDIS-ban vagy közvetlen közelében történt, kivéve a 7. és a 8. Doktor esetében. Előbbi egy hullaházban változik át, utóbbi Karis nővéreinek szentélyében.
A regenerálódást személyiségzavar követi, ami Doktoronként változó módon jelenik meg: a 6. Doktor első pillanataiban agresszívvá vált és megtámadta útitársát (ld. The Twin Dilemma), a 11. Doktor pedig nem tudta eldönteni, hogy milyen ételt szeret. Az is előfordult, hogy a regenerálódás után kómába esett (ld. Christmas Invasion), mert a teste még nem fejezte be a változást.
A regenerálódást követő tizenkét órában a Doktor képes akár levágott végtagját is visszanöveszteni, mivel marad még regenerációs energia a sejtjeiben. Ezt az energiát képes másképpen is kontrollálni, például amikor River Song karja megsérült, a 11. Doktor saját energiáit használva gyógyította meg. A 2005-ös újraindulás óta a regenerálódáskor feltörő energiák képesek komoly károkat okozni a Doktor környezetében. A 10. Doktor átalakulása közben súlyosan megrongálták a TARDIS-t (ld. The End of Time Part 2.), míg a 11. Doktor regenerációs energiáit felhasználva pusztította el a támadó Dalekokat és anyahajójukat (ld. The Time of the Doctor).
A regenerálódás nem jelent halhatatlanságot. Azon túl, hogy a tizenharmadik inkarnáció már képtelen regenerálódni, egy Idő Lord akkor is meghal, ha nincs ideje beindítani az átalakulás folyamatát (így járt a 8. Doktor), vagy ha a változás közben éri halálos sérülés (ez történt a 11. Doktorral, amikor River Song a regeneráció közben lőtte le – bár megjegyzendő, hogy akkor egy Teseract hasonmás imitálta a Doktort). Emellett a regenerálódásra más is hatással lehet, például a 7. Doktor csak nehezen tudta elindítani az alakváltozást, mert az emberek megpróbálták primitív orvosi eszközeikkel megmenteni az életét, nem tudván, hogy ezzel majdnem a halálát okozták. A 13. Doktor a regenerálódása során a ruháját is képes volt megváltoztatni.

### Biológiája
Bár tökéletesen emberszerű, vannak apró eltérések, testfelépítése pedig teljesen eltér az emberekétől. Két szíve van, ezzel együtt kettős érhálózata, ami hasznos is, és nem is. Az érdekes főszereplőnek hála a Doctor Who igen elterjedt sorozattá vált 1966-ra, de ekkor Doctor – William Hartnell – kénytelen volt elhagyni a TARDIS fedélzetét rossz egészségi állapota miatt. De mivel nem tervezték még befejezni a sorozatot, kellett valakit keresni, aki örökli Doctor szerepét. Választásuk Patrick Troughtonra esett, de túl feltűnő lett volna az idős vékony öregember helyett egy fekete hajú 40-es éveiben járó alacsony színészt beállítani. Ekkor született meg az az ötlet, hogy Gallifrey gyermekei, az időlordok képesek végelgyengülés (ha náluk létezik ilyen), vagy halálos sérülés, betegség esetén regenerálódni. A „Dobok hangja” című epizód arra utal, hogy az időlordok nem halhatnak természetes halált regenerációs képesség nélkül sem, de ezen képességük többet nyújt: ha az időlord halálos sérülést kap, akkor szervezete automatikusan újrarendezi testének sejtjeit, melynek következtében jelentősen megváltozik a hangja, arca, és ritkán személyisége is, de kisebb-nagyobb változások mindig vannak. Persze a regenerációt megindíthatja ő maga is, ha úgy érzi, fiatal testre van szüksége, amely „erős és sérthetetlen”, ugyanakkor ilyen könnyen meg is tagadhatja, mint példaképp a Mester „Az utolsó időlord” című epizódban.
A folyamat általában 1–2 perc alatt ment végbe, miközben Doctor a földön fekve korábbi inkarnációit felismerve, és a TARDIS zúgását hallgatva várja, hogy sérülése eltűnjön, és a homályos fényárból új arccal keljen fel. Ezért beszélünk második vagy negyedik Doctorról.
A nyolcadik Doctor már villámlás közepette rendezte át arcát, mintha egy szobrász formálta volna meg. A kilencedik Doctornál jelent meg a végső verzió, amely két hullámból áll: először előtör az aranyszínű gáz, részecskéi átrendeződnek, sérülése eltűnik. Ezalatt felhalmozódik a fölösleges regenerációs energia, amit úgy tüntet el, hogy kisebb, fölöslegesebb hibákat kezd el helyreállítani, így változik meg hangja és arca. A gáz elszivárog, ezt enyhe sokk követi (volt olyan Doctor, aki például regeneráció után meg akarta fojtani útitársát), memóriazavar, átmeneti amnézia is bekövetkezhet, ezután lassan megismeri megváltozott személyiségét, hogy mit szeret enni, mit nem szeret, kedves-e, vagy goromba. Persze megtörténik, hogy a fölös energia nem szívódik fel teljesen, ilyenkor ezt aranyszínű gáz képében köhögi ki. Ez gyakori jelenség, mely a regeneráció második fázisától számított 15 óra. Ez alatt a 15 óra alatt az időlord új teste kiáramoltatja a fölösleges regenerációs energiát, melyből még olyan sok van testében, hogy ha (mint a tizedik Doctor esetében) levágják egy végtagját, azt nehezen, de újra tudja növeszteni.

## Alakjai
| Doctor               | Színész                                                                                 | Időszak   | Évadok                       | Magyar hangok |
| -------------------- | --------------------------------------------------------------------------------------- | --------- | ---------------------------- | --- |
| Szökevény Doktor     | Jo Martin                                                                               | 2020–2022 | 38–39 (12–13)                | Nincs ezekhez az évadokhoz magyar szinkron |
| Első Doktor          | William Hartnell (1963-1966, 1973), Richard Hurndall (1983), David Bradley (2017, 2022) | 1963—1966 | 1–4                          | Nincs ezekhez az évadokhoz magyar szinkron |
| Második Doktor       | Patrick Troughton                                                                       | 1966–1969 | 4–6                          | Nincs ezekhez az évadokhoz magyar szinkron |
| Harmadik Doktor      | Jon Pertwee                                                                             | 1970–1974 | 7–11                         | Nincs ezekhez az évadokhoz magyar szinkron |
| Negyedik Doktor      | Tom Baker                                                                               | 1974–1981 | 12–18                        | Nincs ezekhez az évadokhoz magyar szinkron |
| Ötödik Doktor        | Peter Davison                                                                           | 1982–1984 | 19–21                        | Nincs ezekhez az évadokhoz magyar szinkron |
| Hatodik Doktor       | Colin Baker                                                                             | 1984–1986 | 21–23                        | Nincs ezekhez az évadokhoz magyar szinkron |
| Hetedik Doktor       | Sylvester McCoy                                                                         | 1987–1989 | 24–26, TV-film               | Haás Vander Péter (TV-film) |
| Nyolcadik Doktor     | Paul McGann                                                                             | 1996      | TV-film                      | Haás Vander Péter |
| Harcos Doktor        | John Hurt                                                                               | 2013      | 34 (7)                       | Nincs ehhez az évadhoz magyar szinkron |
| Kilencedik Doktor    | Christopher Eccleston                                                                   | 2005      | 27 (1)                       | Haás Vander Péter |
| Tizedik Doktor       | David Tennant                                                                           | 2005–2010 | 28–30 (2–4)                  | Haás Vander Péter (27/1. évad) Kolovratnik Krisztián (28/2. évad) Rajkai Zoltán (29—30/3—4. évad) Szokol Péter (35/9. évad, Sarah Jane kalandjai) Józan László (Sarah Jane kalandjai) |
| Tizenegyedik Doktor  | Matt Smith                                                                              | 2010–2013 | 31–33 (5–7)                  | Szabó Máté (31—32/5—6. évad) Szokol Péter (Sarah Jane kalandjai) |
| Tizenkettedik Doktor | Peter Capaldi                                                                           | 2014–2017 | 34–36 (8–10)                 | Rosta Sándor (35/9. évad) |
| Tizenharmadik Doktor | Jodie Whittaker                                                                         | 2018–2022 | 37–39 (11–13)                | Nincs ezekhez az évadokhoz magyar szinkron |
| Tizennegyedik Doktor | David Tennant                                                                           | 2023      | 60. évfordulói különkiadások | Széles Tamás |
| Tizenötödik Doktor   | Ncuti Gatwa                                                                             | 2023–     | 40– (1–)                     | Czető Roland |

### Regenerálódásának okai
- 1. Doktor: hajlott kora miatt teste már nem bírta a megterheléseket, emiatt regenerálódott.
- 2. Doktor: az Idő Lordok száműzetéssel és kényszer-regenerációval bűntették.
- 3. Doktor: túl sokáig harcolt a Big One (Nagy Ő) nevű pókkal, és ezalatt sugárfertőzés érte.
- 4. Doktor: leesett egy magas rádióteleszkópról.
- 5. Doktor: feláldozta az életét, hogy megmenthesse az útitársát.
- 6. Doktor: egy lézerágyúval megtámadták a TARDIS-t, és a Doktor halálos sérülést szenvedett.
- 7. Doktor: egy bűnbanda lelőtte, majd egy kórházban orvosok embernek nézve meg akarták menteni, de nem sikerült.
- 8. Doktor: meghalt, miután lezuhant egy űrhajóval, de a Karn nővérei feltámasztották és segítettek neki a regenerálódásban. Új formáját ezáltal maga választhatta meg.[Forrás 3]
- Harcos Doktor: az első inkarnációhoz hasonlóan öreg kora miatt teste már nem bírta a megterheléseket, így az Időháború befejeztével regenerálódott.
- 9. Doktor: magába szívta Rose-ból a TARDIS időörvényének energiáját, ezzel feláldozva életét.
- 10. Doktor: ő kétszer regenerálódott, először mert egy Dalek halálosan megsebezte, ekkor sikeresen elvezette a regenerációs energiákat a levágott kezébe, így megőrizte a testét. Másodszor halálos mennyiségű sugárzás érte.
- 11. Doktor: leélte életét a Trenzalore-on, ám végleges halála előtt a zsebuniverzumba menekített Időlordoktól újabb regenrációs-ciklust kapott. Az új regeneráció "rebootolása" miatt a folyamat lassabban zajlott le, mint korábban, először megfiatalodott, majd csak később változott át.
- 12. Doktor: Többször is halálos sugár érte Cybermanaktől, viszont a regeneráció csak később következett be, mert a Doktor ellenállt, majd az Első Doktorral való találkozás után regenerálódott.
- 13. Doktor: Halálos lézersugárzást kapott a Mestertől a vele vívott utolsó összecsapása során.
- 14. Doktor: Lézernyalábot kapott az Égi Játékkészítőtől. A Doktor regenerációja hirtelen bigenerációs folyamattá vált, tehát az új inkarnációja kiszakadt a testéből, hátrahagyva korábbi énjét, mint önálló entitást.

## Fordítás
- Ez a szócikk részben vagy egészben  a   Doctor (Doctor Who) című angol Wikipédia-szócikk fordításán alapul.  Az eredeti cikk szerkesztőit annak laptörténete sorolja fel. Ez a jelzés csupán a megfogalmazás eredetét és a szerzői jogokat jelzi, nem szolgál a cikkben szereplő információk forrásmegjelöléseként.